# Macropus bernardus
Macropus bernardus är en pungdjursart som beskrevs av W. Rothschild 1904. Den ingår i släktet Macropus och familjen kängurudjur. Inga underarter finns listade.
Artepitet i det vetenskapliga namnet hedrar Bernard Woodward som var aktiv vid Western Australia Museum.

## Utseende
Arten är med en vikt av 13 till 22 kg liten till medelstor inom släktet Macropus. När individerna står på sina bakben är honorna cirka 0,8 meter höga och hannarna ungefär 1,0 meter höga. Jämförd med den egentliga vallaron som tillhör samma undersläkte (Osphranter) är Macropus bernardus tydligt mindre. Hannar har en svartaktig pälsfärg och honornas päls är gråaktig till gråbrun. Den nakna nosen är kännetecknande för undersläktet.

## Utbredning
Pungdjuret förekommer i den australiska delstaten Northern Territory i Arnhem land. Habitatet utgörs av skogar med eukalyptusträd samt av hedområden.

## Ekologi
När det inte finns någon brunstig hona i närheten lever hannarna vanligen ensamma, och honan är ofta tillsammans med en unge. När två vuxna hannar träffar på varandra kan korta strider uppstå, utan allvarliga resultat. Macropus bernardus är ofta aktiv under skymningen samt gryningen men den kan leta efter föda under andra tider på dygnet. Arten äter främst gräs och blad från buskar som kompletteras med några andra växtdelar.
Honan kan para sig igen kort efter ungens födelse och det finns inga fasta parningstider. Embryots utveckling är fördröjd så länge det äldre syskonet lever i moderns pung (marsupium). Den egentliga dräktigheten varar 31 till 36 dagar och vid födelsen kravlar ungen till pungen och suger sig fast vid en spene. I pungen stannar ungen ungefär fyra månader och sedan besöker den pungen tillfälligt under ytterligare två månader. Under dessa två månader kan en ny unge leva tillsammans med det äldre syskonet i pungen. Några exemplar blev nästan 12 år gamla.
Ungar jagas av örnar och vuxna individer kan falla offer för dingos, rödrävar eller krokodiler.

## Status
Denna känguru jagas i mindre utsträckning av Australiens ursprungsbefolkning. Européer beskrev däremot köttets lukt och smak som obehaglig. Det största hotet mot arten är bränder i utbredningsområdet. IUCN kategoriserar arten globalt som nära hotad.